# Carlos Embale
Esteban Carlos Embale Molina (La Habana, 3 de agosto de 1923-12 de marzo de 1997) fue un cantante popular cubano. De voz aguda y de amplio registro, dominó la interpretación de diversos géneros bailables de música antillana como el bolero, el son, la guaracha y sobre todo la rumba. Está considerado uno de los cimeros intérpretes de este ritmo.

## Biografía
Embale nació en La Habana, en el populoso barrio de Jesús María.  A fines de los años 1930, debutó en el mundo del espectáculo con su presentación en La Corte Suprema del Arte, popular programa de radio de aficionados. La aceptación ganada en la Corte Suprema lo colocó inmediatamente como un cotizado intérprete de las orquestas y conjuntos de moda en la época.
Fue vocalista del Sexteto Boloña y la Orquesta Melodías del 40,  conjunto que acompañara también al pintoresco Trespatines. Fue parte integral del Conjunto Matamoros de Miguel Matamoros y en los años 1970 entró a formar parte del legendario Septeto Nacional de Ignacio Piñeiro. Colaboró con Beny Moré, Mongo Santamaría, Compay Segundo y con el conjunto de rumbas de Alberto Zayas «El Melodioso».
Un elemento a destacar en su trayectoria como cantante lo constituyen sus interpretaciones de música sacra de raíces negras (yoruba y abakuá), así como su capacidad única para la interpretación de la rumba.